# A' Katīgoria 1945-1946
La A' Katīgoria 1945-1946 fu la 9ª edizione del massimo campionato di calcio cipriota: l'EPA Larnaca vinse il suo secondo titolo consecutivo.

## Stagione

### Novità
Non essendoci state né retrocessioni né nuove iscrizioni i club partecipanti erano gli stessi della precedente stagione.

### Formula
Il campionato era composto da sei squadre che si affrontarono in partita di andata e ritorno, per un totale di dieci giornate; erano assegnati due punti in caso di vittoria, uno per il pareggio e zero per la sconfitta; non vi furono retrocessioni.

## Squadre partecipanti
| Club                | Città    | Stadio             | Stagione precedente |
| ------------------- | -------- | ------------------ | ------------------- |
| AEL Limassol        | Limassol | Stadio GSO         | 3º in A' Katīgoria  |
| APOEL               | Nicosia  | Stadio Vecchio GSP | 2º in A' Katīgoria  |
| EPA Larnaca         | Larnaca  | Stadio Vecchio GSZ | 1º in A' Katīgoria  |
| Lefkoşa Türk        | Nicosia  | Stadio Vecchio GSP | 6º in A' Katīgoria  |
| Olympiakos Nicosia  | Nicosia  | Stadio Vecchio GSP | 5º in A' Katīgoria  |
| Pezoporikos Larnaca | Larnaca  | Stadio Vecchio GSZ | 4º in A' Katīgoria  |

## Classifica finale
|                  | Pos. | Squadra             | Pt | G  | V | N | P | GF | GS | DR  |
| ---------------- | ---- | ------------------- | -- | -- | - | - | - | -- | -- | --- |
| Cipro (bandiera) | 1.   | EPA Larnaca         | 17 | 10 | 8 | 1 | 1 | 34 | 14 | +20 |
|                  | 2.   | APOEL               | 15 | 10 | 7 | 1 | 2 | 37 | 12 | +25 |
|                  | 3.   | Pezoporikos Larnaca | 9  | 10 | 3 | 3 | 4 | 20 | 23 | -3  |
|                  | 4.   | AEL Limassol        | 8  | 10 | 3 | 2 | 5 | 16 | 22 | -6  |
|                  | 5.   | Lefkoşa Türk        | 6  | 10 | 3 | 0 | 7 | 17 | 35 | -18 |
|                  | 6.   | Olympiakos Nicosia  | 5  | 10 | 1 | 3 | 6 | 12 | 30 | -18 |

### Verdetti
- EPA Larnaca campione di Cipro.